# 아레니우스 방정식
아레니우스 방정식은 반응 속도의 온도 의존도를 나타낸 물리학의 공식이다. 스웨덴의 물리학자인 스반테 아레니우스는 1889년에 평형 상수의 온도 의존에 대한 판트호프 방정식을 제안한 네덜란드의 화학자인 야코뷔스 헨리퀴스 판트 호프의 연구에 근거하여 아레니우스 방정식을 제안하였다. 이 방정식은 화학 반응의 속도와 활성화 에너지 계산에 중요하게 적용된다. 또한, 이온 반응 등 일부 고속도 반응을 제외하고 균일 기체상 및 액체상 반응, 불균일 접촉 반응 등의 일반 화학 반응은 물론 확산 및 점성 등의 수송 현상에도 광범위하게 적용된다. 확산 계수의 온도에 따른 변화, 크리프 변형의 시간적 변화율(크리프 속도) 및 기타 열적으로 유발된 많은 공정/반응을 모델링하는 데 사용할 수 있다. 어링 방정식도 속도와 에너지의 관계를 표현한다.

## 아레니우스 방정식의 구조

거의 모든 실험 조건에서 이고, k는 T에 비례하여 빠르게 증가한다.

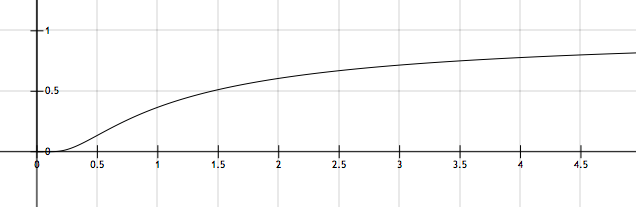
매우 높은 온도에서 수학적으로이다. 이때 k의 수치가 떨어져 상수 A로 수렴하지만 실제 실험 조건에서는 발생할 수 없는 현상이다.

아레니우스 방정식은 화학반응 내에서 절대온도, 빈도인자 및 반응 내 다른 상수에 대한 속도 상수의 의존성을 나타낸다.{\displaystyle k=Ae^{\frac {-E_{\text{a}}}{RT}},}여기서 k는 비례 상수, T는 절대온도, A는 각 화학 반응에 대한 상수인 지수 앞 인자요인이다. 충돌 이론에 따르면, A는 정확한 방향으로 충돌하는 빈도수를 의미한다. Ea는 반응에 대한 활성화 에너지(RT와 동일한 단위), R은 보편적인 기체상수다. 또는 다음과 같이 방정식을 나타낼 수 있다.{\displaystyle k=Ae^{\frac {-E_{\text{a}}}{k_{\text{B}}T}},}{\displaystyle E_{a}}는 반응에 대한 활성화 에너지({\displaystyle k_{B}T}와 동일한 단위), {\displaystyle k_{B}}는 볼츠만 상수다. 볼츠만 상수는 기체상수 {\displaystyle R}과 아보가드로수 {\displaystyle N_{a}}의 비율로, {\displaystyle k=R/N_{a}}을 의미한다.
이들의 유일한 차이점은 {\displaystyle E_{a}}의 에너지 단위이다. 전자의 형태는 몰 당 에너지를 사용하는데 이는 화학에서 흔히 사용되는 것이며 후자의 형태는 분자 당 에너지를 직접 사용하는데, 이는 물리학에서 흔히 사용하는 것이다. 기체 상수 {\displaystyle {\ce {R}}} 또는 볼츠만 상수 {\displaystyle k_{B}} 중 하나를 온도 {\displaystyle T}의 승수로 사용하여 다른 단위를 설명한다.
지수 앞 인자인 {\displaystyle A}의 단위는 속도 상수의 단위와 동일하며 반응 순서에 따라 달라진다. 반응이 처음 순서일 경우, s-1 단위를 가지고 있으며, 그 때문에 종종 반응의 빈도 인자라고 불린다. 간단히 말해서 {\displaystyle k}는 초 당 반응을 일으키는 충돌의 수이고, {\displaystyle A}는 반응하기 위한 적절한 방향에서 발생하는 초 당 충돌(반응으로 이어지거나 그렇지 않은)의 수이며, {\displaystyle e^{-E_{a}/(RT)}}은 주어진 충돌이 반응을 일으킬 확률이다. (예를 들어 촉매의 사용을 통해) 온도를 높이거나 활성화 에너지를 줄이면 반응 속도가 증가한다는 것을 알 수 있다.
반응속도론적 연구의 작은 온도 범위를 고려할 때, 작동 에너지가 온도와 무관하다고 추정하는 것은 타당하다. 마찬가지로 넓은 범위의 실제 조건에서 빈도 인자의 약한 온도 의존성은 {\displaystyle e^{-E_{a}/(RT)}} 인자의 온도 의존성과 비교하여 무시할 수 있을 정도이다. 다만, “barrierless” 확산 제한 반응의 경우는 예외로 하며, 이 경우, 빈도 인자가 우세하고 직접 관측할 수 있다.

## 아레니우스 도표

아레니우스 식을 ln(k)와1/T.에 대해 그린 것.

아레니우스 방정식에 자연로그를 취하면 다음과 같다.{\displaystyle \ln k=\ln A-{\frac {E_{\text{a}}}{R}}{\frac {1}{T}}.}식을 변형하면 다음과 같이 된다.{\displaystyle \ln k={\frac {-E_{\text{a}}}{R}}\left({\frac {1}{T}}\right)+\ln A.}이는 직선 방정식 {\displaystyle y=mx+b}과 같은 형태를 가지고 있다. 여기서 {\displaystyle x}는 {\displaystyle T}의 역수이다. 따라서, 반응이 아레니우스 방정식을 만족하는 속도 상수를 가지고 있다면 {\displaystyle \ln k} 대 {\displaystyle 1/T} 의 관계는 일차 함수, 즉 직선이다. ({\displaystyle E_{a}}와 {\displaystyle A}를 결정하는데 사용될 수 있는 변화율과 절편을 가진 직선을 가진다.)
이 절차는 실험적인 화학적 운동학에서 매우 보편적이어서 반응에 대한 활성화 에너지를 정의하기 위해 사용하기 시작했다. 활성화 에너지는 ln k 대 (1/T) 과 관련된 일차함수의 기울기에 (- R)을 곱한 값으로 정의된다.{\displaystyle E_{\text{a}}\equiv -R\left[{\frac {\partial \ln k}{\partial (1/T)}}\right]_{P}.}

## 수정된 아레니우스 방정식
수정된 아레니우스 방정식은 빈도 인자의 온도 의존성을 명시하며 대개 아래와 같이 나타난다.{\displaystyle k=AT^{n}e^{\frac {-E_{\text{a}}}{RT}}.}위의 기존 아레니우스 표현은 n=0에서 들어맞으며 비례상수는 일반적으로 -1<n<1의 범위에 있다. 이론적인 분석은 n에 대한 다양한 예측을 산출한다.
“비례상수의 온도 연구를 근거로 예측된 빈도 인자의 의존성이 실험적으로 관찰되는지를 확립하는 것은 실현 가능하지 않다”는 것은 지적되어왔다. 하지만 다른 이론이나 실험으로부터 밀도 의존성 같은 추가적인 근거가 있다면 아레니우스 법칙에 장애물은 없다.
다르게는 흔히 확장된 지수의 형식으로 방정식을 수정하는데, 다음과 같다.{\displaystyle k=A\exp \left[-\left({\frac {E_{a}}{RT}}\right)^{\beta }\right],}이는 일반적으로 단순한 실증적인 수정이나 모델을 데이터에 맞추기 위한 오차로 여겨진다. {\displaystyle e^{\left({\frac {-Ea}{RT}}\right)}}하지만 활성화에너지 범위 또는 Mott VRH 같은 특수한 경우의 범위의 존재를 보여준다는 점에서 이론적인 의미를 가질 수 있다.

## 방정식의 이론적 해석
아레니우스는 생성물이 반응물이 되기 위해서는 먼저 활성화 에너지라고 부르는 최소한의 에너지를 얻어야 한다고 말했다. 절대온도 T에서 활성화 에너지 {\displaystyle E_{a}}보 더 큰 운동 에너지를 가진 분자의 비율을 통계 역학적으로 계산 가능하다.
활성화 에너지의 개념은 관계의 지수적 특성을 설명하며, 어떤 식으로든 모든 반응 속도론에 존재한다. 반응 속도 상수에 대한 계산은 {\displaystyle E_{a}}가 하한인 맥스웰-볼츠만 분포에 대한 평균 에너지를 포함한다.
따라서 종종 불완전한 감마 함수의 유형이 {\displaystyle e^{\left({\frac {-E_{a}}{RT}}\right)}}에 비례하는 것으로 판명된다.

## 아레니우스의 활성화 에너지 아이디어의 한계
아레니우스 활성화 에너지와 속도 상수 k는 실험적으로 결정된다. 분자 A와 B사이의 특별한 충돌(기본적인 충돌)을 가정하였을 때, 충돌 각도, 상대적인 병진 운동 에너지, 내부(특히 진동)에너지는 충돌이 분자 AB형을 생산할 가능성을 결정할 것이다. E와 K의 거시적 측정은 다른 충돌 매개 변수와의 충돌의 결과이다. 분자 수준에서 반응 속도를 조사하기 위해, 실험은 거의 충돌 직전의 조건 아래서 시행되고, 이 주제는 종종 분자 반응 역학이라고 불린다.
모든 유리를 형성하는 물질에서 유리 전이가 일어날 때, 아레니우스 방정식에서 편차가 있다. 아레니우스 방정식은 구조 단위(원자, 분자, 이온 등)의 움직임이 실험적으로 관찰되는 것보다 유리전이를 통해 느린 속도로 느려져야 한다고 예측한다. 즉, 구조 단위는 아레니우스 법칙이 예측하는 속도보다 더 빠른 속도로 느려진다. 이 관찰은 열 활성화 에너지를 통해 에너지 장벽을 극복해야 한다는 가정 하에 합리적으로 이루어진다. 열 에너지는 물질의 점성 유동을 야기하는 단위를 병진 운동 시킬 수 있을 만큼 충분히 높아야 한다.

## 같이 보기
- 판트호프 방정식
- 클라우지우스-클라페롱 방정식